# La vie est belle malgré tout
La vie est belle malgré tout (titre en anglais : It’s a Good Life, If You Don’t Weaken)  est un roman graphique du dessinateur canadien Seth, paru dans sa version originale en 1996 aux éditions montréalaises Drawn and Quarterly. Il a été prépublié en plusieurs épisodes dans les numéros 4 à 9 de la série de bande dessinée Palookaville, entre décembre 1993 et juin 1996. Il a reçu le prix Ignatz du meilleur roman graphique ou recueil en 1997.

## Synopsis
L'œuvre met en scène l'auteur principal et son ami dessinateur Chester Brown. Seth parcourt la province de l’Ontario à la recherche d’un dessinateur fictif nommé Kalo, qui a été publié dans le New Yorker.

## Autour de l’album
Ce livre a été classé à la 52e position sur la liste des « 100 Best Comics of the 20th Century » établie par The Comics Journal.
L’expression It’s a Great Life, If You Don’t Weaken est attribuée à John Buchan. D’après Seth, sa mère employait régulièrement la phrase qui donne son titre original à l’album.

## Publication
- Drawn and Quarterly, 1996  (ISBN 978-1-89659-770-6)
- Les Humanoïdes Associés, collection « Tohu Bohu », 1998  (ISBN 2-7316-1305-X)
- Delcourt, collection « Outsider », 2009  (ISBN 978-2-7560-1446-3)